# Limina

Ubicació de Limina dins la província

Limina (sicilià Lìmmina) és un municipi italià, dins de la ciutat metropolitana de Messina. L'any 2007 tenia 911 habitants. Limita amb els municipis d'Antillo, Casalvecchio Siculo, Forza d'Agrò, Mongiuffi Melia i Roccafiorita.

## Administració
| Període | Identitat         | Partit        |
| ------- | ----------------- | ------------- |
| 2005-   | Filippo Ricciardi | Llista cívica |